# Michael Collins (écrivain américain)
Pour les articles homonymes, voir Collins et Michael Collins.
Michael Collins est un écrivain américain de roman policier, né Dennis Lynds  à Saint-Louis (Missouri, États-Unis) le 15 janvier 1924 et mort le 19 août 2005 à San Francisco.
Il est tout particulièrement le créateur du personnage Dan Fortune, détective privé qui a la particularité d’être manchot.

## Biographie
Michael Collins grandit en Angleterre, à Denver, Hollywood et New York. Il fait des études de chimie.
Pendant la Seconde Guerre mondiale, il combat en Europe, obtenant une Bronze Star et la Purple Heart.
En 1962, il publie Combat Soldier inspiré de son expérience de la guerre et en 1963, Uptown Downtown sur les difficultés de l’adolescence. Ces deux livres sont signés de son vrai nom patronymique.
Après avoir travaillé comme un éditeur de magazine à New York, il déménage en Californie en 1965 pour écrire à plein temps.
Marié à Gayle Lynds (en), également écrivain de roman à suspense, il vit à Santa Barbara jusqu'à sa mort.
Le pseudonyme Michael Collins a été choisi par Dennis Lynds en référence à Michael Collins, le républicain irlandais révolutionnaire.
Michael Collins a utilisé un grand nombre de pseudonymes, les plus connus en France étant William Arden, John Crowe et Mark Sadler. Sous celui d’Alfred Hitchcock, il a écrit des récits pour la jeunesse. Sous le pseudonyme collectif Maxwell Grant, il a écrit huit romans de la série du justicier The Shadow. Et sous le nom-maison Nick Carter il a écrit  des aventures du détective Nick Carter.
Sur plus de quatre décennies, Michael Collins a publié environ 80 romans et 200 nouvelles, policières, pour la jeunesse et autres.

## Œuvre

### Romans

#### Signé Michael Collins
Michael Collins crée en 1967 le détective privé Dan Fortune. Sa particularité physique est d’avoir perdu son bras gauche dans sa jeunesse. Ses aventures sont retracées dans dix neuf romans et plusieurs nouvelles.
- Act Of Fear, 1967 Mon ami Jojo, Paris, Librairie des Champs-Élysées, coll. « Le Masque » no 1382, 1975
- The Brass Rainbow, 1969
- Night Of The Toads, 1970 La Nuit des crapauds, Paris, Gallimard, coll. « Série noire » no 1398, 1971
- Walk A Black Wind, 1971 Le Vent mauvais, Paris, Gallimard, coll. « Série noire » no 1507, 1972
- Shadow Of A Tiger, 1972 L’Ombre du tigre, Paris, Gallimard, coll. « Série noire » no 1603, 1973
- The Silent Scream, 1973 Hautes Œuvres, Paris, Gallimard, coll. « Super noire » no 28, 1975
- Blue Death, 1975
- The Blood-Red Dream, 1976
- The Night Runners, 1978 Virus en tous genres, Paris, Gallimard, coll. « Série noire » no 2056, 1986
- The Slasher, 1980 L’Égorgeur, traduction de Pierre Bondil, Paris, Encre, coll. « Étiquette noire », 1984 ; réédition dans la même traduction, Rivages, coll. « Rivages/Noir » no 148, 1993
- Freak, 1983 Le Taré, Paris, Gallimard, coll. « Série noire » no 1934, 1983
- Minnesota Strip, 1987 Le Fou du flingue, Paris, Gallimard, coll. « Série noire » no 2138, 1988
- Red Rosa, 1988 Rosa la rouge, Nantes, L'Atalante, 1992 ; réédition, Paris, Rivages, coll. « Rivages/Noir » no 267, 1993
- Castrato, 1989
- Chasing Eights, 1990
- The Irishman's Horse, 1991
- Cassandra In Red, 1992
- Resurrection, 1992
- The Cadillac Cowboy, 1995

#### Signé Mark Sadler
Sous ce nom, Michael Collins signe des romans dont le héros est un détective privé new-yorkais Paul Shaw.
- The Falling Man), 1970 Un de chute, Paris, Gallimard, coll. « Série noire » no 1386, 1970
- Mirror Image, 1972 Je te plumerai, Paris, Gallimard, coll. « Série noire » no 1592, 1973
- Touch of Death, 1981 Les Yeux pour pleurer, Paris, Gallimard, coll. « Série noire » no 1957, 1984

#### Signé William Arden
Sous ce nom, Michael Collins signe des romans dont le héros est un enquêteur spécialisé en espionnage industriel Kane Jackson.
- A Dark Power, 1968
- Deal in Violence, 1969
- The Goliath Scheme, 1970 Goliath et Co, Paris, Gallimard, coll. « Série noire » no 1458, 1971
- Die to a Distant Drum, 1972, aussi paru sous le titre Murder Underground Voilez vos tambours !, Paris, Gallimard, coll. « Série noire » no 1545, 1972
- Deadly Legacy, 1973

#### Signé John Crowe
Sous ce nom, Michael Collins signe des romans, véritable saga sur Buena Costa County, comté fictif de Californie. 
- Another Way to Die, 1972 Il y a mourir et mourir, Paris, Gallimard, coll. « Série noire » no 1635, 1973
- A Touch of Darkness, 1972 Les Déboussolés, Paris, Gallimard, coll. « Série noire » no 1643, 1974

#### Signé Alfred Hitchcock
Sous ce nom, Michael Collins signe des romans pour la jeunesse de la série Les Trois Jeunes Détectives publiée dans la Bibliothèque verte. Alfred Hitchcock est un pseudonyme collectif des auteurs de la série. Hitchcock ne fait que prêter son nom à cette série.
- The Mystery of the Moaning Cave, 1968 Le Trombone du diable, Paris, Hachette, coll. « Bibliothèque verte », 1973
- The Secret of the Crooked Cat, 1970 Le Chat qui clignait de l'œil, Paris, Hachette, coll. « Bibliothèque verte », 1974
- The Mystery of the Skrinking House, 1972 Le Tableau se met à table, Paris, Hachette, coll. « Bibliothèque verte », 1980
- The Secret of the Phantom Lake, 1973 Le Journal qui s'effeuillait, Paris, Hachette, coll. « Bibliothèque verte », 1976
- The Mystery of the Dead Man’s Riddle, 1974 Le Testament énigmatique, Paris, Hachette, coll. « Bibliothèque verte », 1979
- The Mystery of the Dancing Devil, 1976 Le Démon qui dansait la gigue, Paris, Hachette, coll. « Bibliothèque verte », 1978

### Nouvelles
- Silent Partner, 1964 Pseudo nègre, Paris, Alfred Hitchcock magazine no 75, juillet 1967
- The Sinner, 1964 Le Pêcheur, Paris, Alfred Hitchcock magazine no 54, octobre 1965
- Hot Night Homicide, 1968 Meurtre d’une nuit d’été, dans le recueil de nouvelles collectif Histoires à dormir debout, Paris, Gallimard, coll. « Série noire » no 2177, 1989
- Murder from Inside, 1968
- No One Likes to Be Played for a Sucker, 1969 Personne n’aime se faire rouler, Paris, Mystère Magazine no 267, mai 1970
- Scream All the Way, 1969
- Long Shot, 1972 Un sacré risque, Paris, Alfred Hitchcock magazine no 141, février 1973
- Who?, 1972
- Le Plus Vieux des tueurs, Thriller no 12
- Dan Fortune and the Hollywood Caper, 1983 L’Affaire de la cinéphile excentrique, dans le recueil de nouvelles Mystères 86, Paris, LGF, coll. « Le Livre de poche », 1986
- Culture Clash, 1994
- A Death in Montecito, 1995
- Disney World, 2002
- Next-Door Dave, 2004
- The Smoking Gun of Elizabeth Henze, 2006

## Distinctions
Il est récipiendaire du prix Edgar des Mystery Writers of America (MWA) en 1968 et du Lifetime Achievement Award en 1988.

### Études sur Michael Collins
La revue Énigmatika  publie en juin 1979 une étude sur Michael Collins.

## Sources
- Claude Mesplède (dir.), Dictionnaire des littératures policières, vol. 1 : A - I, Nantes, Joseph K, coll. « Temps noir », 2007, 1054 p. (ISBN 978-2-910686-44-4, OCLC 315873251).
- Claude Mesplède, Les années "Série noire" : bibliographie critique d'une collection policière, vol. 3 : 1966-1972, Amiens, Editions Encrage, coll. « Travaux / 22 », 1994, 4 p. (ISBN 978-2-906389-53-3).
- Claude Mesplède, Les années "Série noire" bibliographie critique d'une collection policière, t. 4 : 1972-1982, Amiens, Encrage, coll. « Travaux » (no 25), 1995, 318 p. (ISBN 978-2-906389-63-2).
- Claude Mesplède et Jean-Jacques Schleret, SN, voyage au bout de la Noire : inventaire de 732 auteurs et de leurs œuvres publiés en séries Noire et Blème : suivi d'une filmographie complète, Paris, Futuropolis, 1982, 476 p. (OCLC 11972030).
- Jacques Baudou et Jean-Jacques Schleret, Le Vrai Visage du Masque, vol. 1, Paris, Futuropolis, 1984, 476 p. (OCLC 311506692).